# 나주경찰서
나주경찰서(羅州警察署, Naju Police Station)는 전라남도경찰청이 관할하는 경찰서 중 하나이다. 전라남도 나주시 영산로 5415-22번지(성북동 15번지)에 위치하고 있다.
서장은 총경으로 보한다.

## 기본 정보
- 주소: 전라남도 나주시 영산로 5415-22번지(성북동 15번지)
- 우편번호: 520-050

## 관할 파출소 및 지구대
나주경찰서는 1개의 지구대와 9개의 파출소를 산하에 두고 있다.
| 명칭       | 사진 | 주소                  | 관할구역       | 치안센터       |
| ---------- | ---- | --------------------- | -------------- | -------------- |
| 공산파출소 |      | 공산면 공산로 134     | 공산면, 동강면 | 동강치안센터   |
| 금성지구대 |      | 학생운동길 16         |                |                |
| 금천파출소 |      | 금천면 금영로 941     | 금천면         | 빛가람치안센터 |
| 노안파출소 |      | 노안면 금산로 32-53   | 노안면         |                |
| 남평파출소 |      | 남평읍 남평1로 37     | 남평읍         |                |
| 산포파출소 |      | 산포면 산포로 443-5   | 산포면         |                |
| 봉황파출소 |      | 봉황면 봉황로 702     | 봉황면, 다도면 | 다도치안센터   |
| 영산파출소 |      | 영산포로 188          | 세지면         | 세지치안센터   |
| 다시파출소 |      | 다시면 다시로 185     | 다시면         | 문평치안센터   |
| 왕곡파출소 |      | 왕곡면 나주서부로 384 | 왕곡면, 반남면 | 반남치안센터   |

## 같이 보기
- 전라남도지방경찰청